# چهل و یکمین جشنواره بین‌المللی فیلم برلین
چهل و یکمین دوره جشنواره بین‌المللی فیلم برلین از ۱۵ تا ۲۶ فوریه سال ۱۹۹۱ برابر با ۲۶ بهمن تا ۷ اسفند ۱۳۶۹ در برلین برگزار شد. جشنواره با فیلم اورانوس اثر کلود بری افتتاح شد.
خرس طلایی به فیلم ایتالیایی خانه لبخند به کارگردانی مارکو فرری تعلق گرفت.
در این دوره فیلم دندان مار به کارگردانی مسعود کیمیایی با ورود به بخش مسابقه‌ی جشنواره چهل و یکم فیلم برلین، نامزد جایزه خرس طلایی شد. این فیلم موفق به دریافت تقدیر ویژه (Honourable Mention) از این جشنواره گشت.

## هیئت داوران

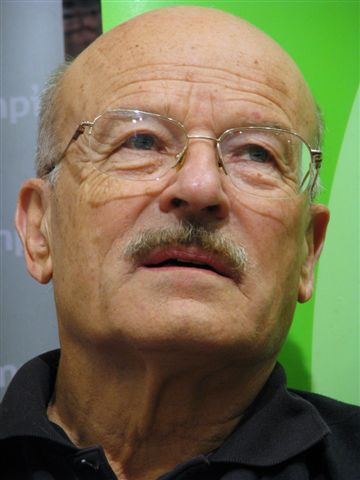
فولکر شلوندورف, رئیس هیئت داوران

اعضای هیئت داوران چهل و یکمین دوره جشنواره بین‌المللی فیلم برلین:
- فولکر شلوندورف، فیلمساز و تهیه کننده آلمانی، رئیس هیئت داوران
- شانتال آکرمن، فیلمساز و بازیگر بلژیکی
- لوری اندرسون، موسیقی‌دان و نویسنده آمریکایی
- خوزه لوئیس بورائو ، فیلمساز اسپانیایی
- ژودیت گدرش، بازیگر و نویسنده فرانسوی
- یوری کلپیکوف، نویسنده شوروی
- رناته کروسنر، هنرپیشه آلمانی
- جیلو پونته‌کوروو ، فیلمساز ایتالیایی
- سیمون رلف، تهیه کننده بریتانیایی
- کاترینا استکلبرگ (Catharina Stackelberg)، فیلمنامه‌نویس سوئدی
- میرچئا ورویو، فیلمساز رومانیایی

## جوایز بخش اصلی
جوایز زیر توسط هیئت داوران اهدا شدند:
- خرس طلایی برای فیلم خانه لبخندها اثر مارکو فرری از کشور ایتالیا
- خرس نقره‌ای جایزه ویژه هیئت داوران: برای دو فیلم محکومیت اثر مارکو بلوکیو از کشور ایتالیا و شیطان اثر ویکتور آریستوف از کشور اتحاد جماهیر شوروی
- خرس نقره‌ای بهترین کارگردانی: بطور مشترک به جاناتان دمی برای کارگردانی فیلم سکوت بره‌ها و به ریکی توناتسی برای کارگردانی فیلم اولترا از کشور ایتالیا
- خرس نقره‌ای بهترین بازیگر زن: به بیکتوریا آبریل برای بازی در فیلم عشاق از کشور اسپانیا
- خرس نقره‌ای بهترین بازیگر مرد: به مینارد ازیاشی برای بازی در فیلم آقای جانسون از کشور ایالات متحده آمریکا
- خرس نقره‌ای برای یک عمر دستاورد هنری برجسته: به کوین کاستنر برای فیلم رقصنده با گرگ‌ها از کشور ایالات متحده آمریکا
- جایزه بهترین فیلم کوتاه: به فیلم «۱۰۰ سال آخر مارکس-لنینیسم در بوهمیا» محصول کشور چکسلواکی (به چکی: Posledních 100 let Marx-Leninismu v Cechách)

## جوایز مستقل

### جایزه فیپرِشی
فیلم برگزیده فدراسیون بین‌المللی منتقدان فیلم (به‌ اختصار فیپرِشی: FIPRESCI) به شرح زیر بود:
- گانگستر کوچولو به کارگردانی ژاک دوایون از کشور فرانسه

## بخش‌های رسمی
از ۴۰۲ فیلم ارایه شده به چهل و یکمین برلیناله، ۳۸ فیلم به بخش مسابقه راه یافتند. از این تعداد ۲۵ فیلم در بخش رقابت اصلی فیلم‌های بلند، ۹ فیلم در بخش رقابت اصلی فیلم‌های کوتاه و ۴ فیلم در بخش خارج از مسابقه نمایش داده شدند.

### رقابت اصلی فیلم‌های بلند
فیلم‌های زیر برای دریافت جایزه خرس طلایی در رقابت بودند:
| شماره | عنوان فارسی             | عنوان انگلیسی                    | عنوان اصلی                     | کارگردان            | کشور                                           |
| ----- | ----------------------- | -------------------------------- | ------------------------------ | ------------------- | ---------------------------------------------- |
| ۱     | آملیا لوپس او نیل       | Amelia Lópes O'Neill             | Amelia Lópes O'Neill           | Valeria Sarmiento   | شیلی، سوئیس، فرانسه، اسپانیا                   |
| ۲     | تصنیف کافه اندوه        | The Ballad of the Sad Café       | The Ballad of the Sad Café     | سیمون کالو          | انگلستان، ایالات متحده                         |
| ۳     | کابزه د واکا            | Cabeza de Vaca                   | Cabeza de Vaca                 | نیکولاس اچسواریا    | مکزیک، اسپانیا، فرانسه، ایالات متحده، انگلستان |
| ۴     | سفر کاپيتان فراکاسا     | Captain Fracassa's Journey       | Il viaggio di Capitan Fracassa | اتوره اسکولا        | فرانسه، ایتالیا                                |
| ۵     | محکومیت                 | The Conviction                   | La condanna                    | مارکو بلوکيو        | ایتالیا، سوئیس، فرانسه                         |
| ۶     | رقصنده با گرگ‌ها         | Dances with Wolves               | Dances with Wolves             | کوین کاستنر         | ایالات متحده                                   |
| ۷     | مسیر شانس               | Fortune Express                  | Fortune Express                | Olivier Schatzky    | فرانسه                                         |
| ۸     | عصر بخیر، آقای والنبری  | Good Evening, Mr. Wallenberg     | God afton, Herr Wallenberg     | شل گریده            | سوئد                                           |
| ۹     | خانه لبخند‌ها            | The House of Smiles              | La casa del sorriso            | مارکو فرری          | ایتالیا                                        |
| ۱۰    | آخرین خواجه             | Li Lianying: The Imperial Eunuch | 大太監李蓮英                   | تیان ژوانگ‌ژوانگ     | چین، هنگ کنگ                                   |
| ۱۱    | گانگستر کوچولو          | The Little Gangster              | Le Petit criminel              | ژاک دوایون          | فرانسه                                         |
| ۱۲    | عشاق                    | Lovers                           | Amantes                        | بیسنته آراندا       | اسپانیا                                        |
| ۱۳    | معجزه                   | The Miracle                      | The Miracle                    | نیل جردن            | انگلستان، ایرلند                               |
| ۱۴    | آقاي جانسون             | Mister Johnson                   | Mister Johnson                 | بروس برسفورد        | ایالات متحده                                   |
| ۱۵    | کوه                     | The Mountain                     | Der Berg                       | مارکوس ایمهوف       | سوئیس                                          |
| ۱۶    | روز های آرام ماه اوت    | Quiet Days in August             | Ήσυχες μέρες του Αυγούστου     | پانتلیس وولگاریس    | یونان                                          |
| ۱۷    | خانه روسی               | The Russia House                 | The Russia House               | فرد شیپسی           | ایالات متحده                                   |
| ۱۸    | شیطان                   | Satan                            | Сатана                         | ویکتور آریستوف      | اتحاد جماهیر شوروی                             |
| ۱۹    | سکوت بره‌ها              | The Silence of the Lambs         | The Silence of the Lambs       | جاناتان دمی         | ایالات متحده                                   |
| ۲۰    | دندان مار               | Snake Fang                       | دندان مار                      | مسعود کیمیایی       | ایران                                          |
| ۲۱    | موفقیت                  | Success                          | Erfolg                         | فرانتس زایتس جونیور | آلمان                                          |
| ۲۲    | نوازنده تانگو           | The Tango Player                 | Der Tangospieler               | Roland Gräf         | آلمان                                          |
| ۲۳    | اولترا                  | Ultrà                            | Ultrà                          | ریکی توناتسی        | ایتالیا                                        |
| ۲۴    | اورانوس                 | Uranus                           | Uranus                         | کلود بری            | فرانسه                                         |
| ۲۵    | وقتی ستاره‌ها قرمز بودند | When the Stars Were Red          | Ked hviezdy boli cervené       | دوشان ترانچیک       | چکوسلوواکی، فرانسه                             |

### بخش خارج از مسابقه رقابت اصلی
در بخش مسابقه اصلی چهل و یکمین برلیناله در سال ۱۹۹۱، چهار فیلم به شرح زیر به صورت خارج از مسابقه و یا نمایش ویژه نمایش‌ داده شدند:
| شماره | عنوان فارسی            | عنوان انگلیسی                   | عنوان اصلی                    | کارگردان            | کشور         | توضیح          |
| ----- | ---------------------- | ------------------------------- | ----------------------------- | ------------------- | ------------ | -------------- |
| ۱     | پدرخوانده: قسمت سوم    | The Godfather Part III          | The Godfather Part III        | فرانسیس فورد کوپولا | ایالات متحده | خارج از مسابقه |
| ۲     | کارت سبز               | Green Card                      | Green Card                    | پیتر ویر            | ایالات متحده | خارج از مسابقه |
| ۳     | دلقک                   | The Fool                        | The Fool                      | Christine Edzard    | انگلستان     | خارج از مسابقه |
| ۴     | رومئو و ژولیت در دهکده | Romeo And Juliet In The Village | Romeo und Julia auf dem Dorfe | Hans Trommer        | سوئیس (۱۹۴۱) | نمایش ویژه     |

## بخشهای جنبی
در بخشهای غیر رقابتی چهل و یکمین برنالینه، ۱۳۸ فیلم در بخش پانوراما، ۷۲ فیلم در فروم و ۹۶ فیلم در بخش «مروری بر آثار گذشته» (Retrospective) به نمایش در‌آمدند.